# Sergei Wassiljewitsch Awdejew
Sergei Wassiljewitsch Awdejew (russisch Сергей Васильевич Авдеев; * 1. Januar 1956, Tschapajewsk, Oblast Kuibyschew, damals Russische SFSR, Sowjetunion) ist ein ehemaliger russischer Kosmonaut.

## Ausbildung
Awdejew graduierte 1979 am Moskauer Physik-Ingenieur-Institut zum Physikingenieur. Von 1979 bis 1987 arbeitete er als Ingenieur für NPO Energija. Er wurde am 26. März 1987 als Kosmonaut für die Energija-Ingenieur-Gruppe 9 ausgewählt und erhielt seine Grundausbildung von Dezember 1987 bis Juli 1989. Am 14. Februar 2003 schied er aus der aktiven Laufbahn aus.

## Raumflüge
Sergei Awdejew hielt ab 1999 den Rekord für die längste im Weltraum verbrachte Gesamtzeit mit 747,59 Tagen. Diese Summe erreichte er mit drei Aufenthalten auf der russischen Raumstation Mir. Er umrundete die Erde 11.968 Mal und legte dabei eine Strecke von ungefähr 515 Millionen Kilometern zurück. Erst im August 2005 wurde dieser Rekord von Sergei Krikaljow gebrochen, im Februar 2011 wurde Awdejew auch von Alexander Jurjewitsch Kaleri, im April 2015 von Gennadi Padalka und im April 2016 von Juri Malentschenko übertroffen, so dass er zu dieser Zeit auf Platz 5 der Raumfahrer mit der meisten Weltraumerfahrung rückte.

## Privates
Interessanterweise lag Awdejews Geburtstag jeweils in der Zeit seiner drei Raumflüge. Er ist damit der Raumfahrer, der die meisten Geburtstage im All feiern konnte. Awdejew ist verheiratet und hat zwei Kinder. Seine Hobbys sind Kernphysik, Sport und Spiele. Er ist außerdem Radioamateur und hat das Amateurfunkrufzeichen RV3DW.

## Außenbordaktivitäten
- 01. MIR EO-12: 03. September 1992 – 3 h 56 min
- 02. MIR EO-12: 07. September 1992 – 5 h 8 min
- 03. MIR EO-12: 11. September 1992 – 5 h 44 min
- 04. MIR EO-12: 15. September 1992 – 3 h 33 min
- 05. MIR EO-20: 20. Oktober 1995 – 5 h 11 min
- 06. MIR EO-20: 08. Dezember 1995 – 0 h 37 min
- 07. MIR EO-26: 15. September 1998 – 0 h 30 min
- 08. MIR EO-26: 17. November 1998 – 5 h 54 min
- 09. MIR EO-27: 23. Juli 1999 – 6 h 7 min
- 10. MIR EO-27: 28. Juli 1999 – 5 h 22 min